# Starbreeze Studios
Starbreeze AB é uma desenvolvedora e editora de jogos eletrônicos com sede em Estocolmo. Os jogos notáveis desenvolvidos pelos estúdios incluem: The Chronicles of Riddick: Escape from Butcher Bay, Payday 2, Payday 3 e Brothers: A Tale of Two Sons. Fundada por membros do demogroup Triton, a empresa foi fundida com a O3 Games em 2002, onde o nome Starbreeze foi mantido. A empresa produziu títulos incluindo Enclave e Knights of the Temple: Infernal Crusade. no início dos anos 2000, cancelamentos de seus projetos devido a conflitos com editoras e uma aquisição fracassada levaram a uma grave crise financeira, resultando em demissões de funcionários durante o desenvolvimento do quarto jogo da starbreeze, as crônicas de riddick: Escape from Butcher Bay. Este jogo foi aclamado pela crítica e ajudou a Starbreeze a estabelecer uma reputação de produção de jogos de alta qualidade.  A empresa trabalhou em The Darkness, cujas vendas foram consideradas satisfatórias.
Starbreeze fez parceria com Electronic Arts para desenvolver um reboot para a série Syndicate, mas acabou sendo um fracasso comercial, e muitos membros da equipe mudaram-se para a empresa rival MachineGames, estabelecida pelos fundadores da Starbreeze. Com isso, a empresa mudou parte de seu foco para o desenvolvimento de jogos menores, como Brothers: A Tale of Two Sons. A Starbreeze começou a expandir a empresa em 2012 com a aquisição da Overkill Software. O primeiro título da Overkill após a aquisição foi o Payday 2, e ajudou a Starbreeze a obter um lucro recorde depois de sofrer um prejuízo acumulado de US$ 14,4 milhões desde seu início. Em 2015, a empresa anunciou que começaria a publicar videogames de desenvolvedores independentes e que havia iniciado o desenvolvimento de um headset de realidade virtual chamado Project Star VR.
Starbreeze adquiriu uma licença para desenvolver Overkill's The Walking Dead da Skybound Entertainment, mas o projeto caiu no inferno do desenvolvimento e, uma vez lançado em 2018, foi mal avaliado e teve vendas fracas; O título foi finalmente retirado e a Skybound revogou a licença da Starbreeze. Tendo esperado um benefício financeiro deste jogo, a Starbreeze passou um ano em reestruturação de dezembro de 2018 a dezembro de 2019 para recuperar a situação financeira, mas teve que vender muitos de seus acordos de publicação e outras etapas para poder seguir em frente.

## História

### Fundação e fusão (1998–2002)
Starbreeze Studios foi fundado pelo programador sueco Magnus Högdahl. Högdahl era um ex-membro do grupo PC demoscene Triton, e se especializou em fazer demos tecnológicas. Ele decidiu formar a Starbreeze depois que seu projeto, um jogo de RPG de ação chamado Into the Shadows, mas foi cancelado. Ele então decidiu fundar seu próprio estúdio e começou a criar seu próprio motor de jogo. Ele recrutou ativamente funcionários entre seus conhecidos e o estúdio foi fundado em 1998 em Härnösand, Suécia.
Högdahl, atuando como chefe e líder tecnológico da empresa, foi responsável pela criação de um novo mecanismo de jogo para jogos futuros e por procurar editores dispostos a ajudar a publicar seus jogos. Naquela época, a empresa tinha apenas cerca de cinco funcionários, e criou um protótipo para um videogame e o apresentou aos editores na E3 1998. A Gremlin Interactive concordou em publicar o jogo, e o acordo foi finalizado no final de 1998. A empresa cresceu para ter cerca de onze funcionários. O jogo era um RPG de ação em primeira pessoa chamado Sorcery. Com um cenário de alta fantasia, o jogo apresentava visuais 3D e sua jogabilidade era semelhante à de Diablo e Quake. Porém, a Gremlin Interactive foi adquirida pela Infogrames em 2000 e a parceria com a Starbreeze foi dissolvida, resultando no cancelamento do jogo.
A O3 Games foi fundada por Lars Johansson, que também atuou na demoscene. Seu primeiro jogo foi The Outforce, um jogo espacial de estratégia em tempo real que foi lançado em 2000 e posteriormente se tornou um sucesso para a empresa. A O3 precisava se expandir para poder continuar o desenvolvimento de jogos eletrônicos. Após o cancelamento de Sorcery, Starbreeze enfrentou dificuldades financeiras. Incapaz de se sustentar financeiramente, a Starbreeze precisou se fundir com outro desenvolvedor para continuar no negócio. As duas empresas discutiram uma fusão em Uppsala e se fundiram logo depois, mantendo o nome Starbreeze Studios.

### Pós-fusão (2002–2009)
Após a fusão, a empresa começou a trabalhar em Enclave, um jogo eletronico de fantasia medieval e multijogador inspirado em Team Fortress. O jogo também se tornou o primeiro projeto da empresa com apelo internacional, permitindo que a Starbreeze fizesse parceria com várias editoras, incluindo Swing Entertainment, Conspiracy Entertainment e Vivendi. No entanto, a Swing Entertainment enfrentou falência naquela época e decidiu transformar o jogo em um jogo single-player de ação-aventura com o objetivo de enviá-lo ao mercado o mais rápido possível. O jogo foi lançado em 2002, e Starbreeze teve que demitir funcionários após seu lançamento. Enclave II também estava em desenvolvimento. Dizia-se que a sequência apresentaria uma história mais elaborada, 28 mapas diferentes, 10 personagens jogáveis e um sistema de luta aprimorado. No entanto, esses recursos foram eliminados quando a Starbreeze teve problemas legais com a editora, resultando no cancelamento do jogo. Outro jogo, Knights of the Temple: Infernal Crusade, foi lançado com sucesso com a ajuda da editora TDK Mediactive. No entanto, sua sequência foi transferida para outro desenvolvedor. Starbreeze tentou adquirir outro estúdio, Rock Solid Games, mas o acordo entre os dois desmoronou e trouxe problemas financeiros para ambas as empresas.

"A empresa estava fechando ao nosso redor. Isso é algo de que não estou muito orgulhoso, mas [a equipe de Riddick] na verdade se isolou do resto da empresa. Mudamos para o terceiro andar... sabíamos que as pessoas  estávamos sendo demitidos lá em cima e tudo mais. Mas nós meio que fechamos as portas, não conversamos sobre isso e apenas ficamos focados em terminar o jogo".

— Jens Andersson, designer-chefe de The Chronicles of Riddick: Escape from Butcher Bay
Outro projeto em que a Starbreeze estava trabalhando naquela época era The Chronicles of Riddick: Escape from Butcher Bay. Situado no universo do filme The Chronicles of Riddick, o jogo foi publicado pela Vivendi. A equipe se inspirou em filmes como Escape from Alcatraz e jogos como GoldenEye 007 e a série do Tom Clancy's Splinter Cell. No entanto, a empresa estava diminuindo devido a seus problemas financeiros e o número de funcionários caiu de 80 para 25, e toda a equipe de desenvolvimento se afastou do andar principal da Starbreeze para evitar que fosse afetada pelo baixo moral e para permitir que se concentrasse  no desenvolvimento do jogo. O jogo teve um ciclo de desenvolvimento de 18 meses, significativamente mais longo do que os jogos licenciados típicos. Uma versão do jogo para PlayStation 2 também estava em desenvolvimento, mas acabou sendo cancelada quando o então chefe da divisão de publicação da Vivendi, Michael Pole, ordenou seu cancelamento para "deixar sua marca". A Universal Motion Pictures interveio e manteve a versão Xbox do jogo. Escape from Butcher Bay recebeu elogios da crítica em seu lançamento, com muitos críticos considerando-o como um dos melhores jogos licenciados já feitos.  Seus elementos de jogabilidade, incluindo resolução de quebra-cabeças e furtividade, e seus visuais inovadores, também receberam elogios da crítica. Apesar de receber elogios da crítica, não foi um sucesso comercial para Starbreeze.
Após o lançamento de Escape from Butcher Bay, a Starbreeze novamente encontrou dificuldades financeiras após não ter recebido um significativo pagamento de royalties da Vivendi. Vendeu parte de seu departamento de captura de movimento e animação para uma empresa britânica, Centroid. No entanto, o jogo ajudou a estabelecer a reputação da Starbreeze como um estúdio capaz de fazer bons títulos licenciados. Com a ajuda da Union Entertainment, uma empresa intermediária, a Starbreeze assinou um acordo com a Majesco Entertainment para um novo título definido no universo The Darkness de propriedade da Top Cow Comics em 16 de julho de 2004. No meio do desenvolvimento do jogo, o Majesco passou por uma reestruturação devido a dificuldades financeiras, mudou seu foco e abandonou o jogo. A 2K Games intensificou-se e adquiriu os direitos de publicação. 2K estendeu o ciclo de desenvolvimento do jogo e pediu à Starbreeze para desenvolver um modo multiplayer para o jogo.The Darkness foi lançado em 2007. O jogo teve um desempenho pior do que a equipe esperava criticamente, mas seu desempenho comercial foi satisfatório, vendendo mais de 1 milhão de cópias em todo o mundo.
Depois de trabalhar em dois jogos licenciados diferentes, a equipe pretendia desenvolver seus próprios jogos. um jogo chamado kano, envolvendo Leitura de Mentes, foi iniciado, mas nunca foi concluído. após o lançamento da escuridão, a empresa assinou um contrato de dois projetos com a vivendi. Um dos jogos era uma nova propriedade conhecida como polaris. O jogo se passava em um ambiente pós-apocalíptico. Os jogadores foram encarregados de superar tempestades de neve e derrotar terroristas e monstros cooperativamente com outros jogadores. Vivendi não estava convencido de que o jogo teria sucesso e ajustou o contrato para um remake de Escape from Butcher Bay e The Chronicles of Riddick: Assault on Dark Athena. A Vivendi originalmente chamou o jogo de Riddick 2, mas a Starbreeze discordou, alegando que o nome aumentaria as expectativas entre os jogadores de que o remake talvez não fosse capaz de entregar. A subsidiária da Vivendi Sierra Entertainment foi definida para publicar o jogo. Após a fusão entre Activision e Vivendi, a nova empresa começou a dinamizar a Vivendi e colocar o jogo, junto com Brütal Legend, e Ghostbusters: The Video Game à venda. Atari eventualmente adquiriu os direitos de publicação e o jogo foi lançado em 2009.

### Syndicate,Payday 2eBrothers(2010–2016)
A Starbreeze então fez parceria com a Electronic Arts para dois jogos diferentes, um era conhecido como Project Redlime, enquanto o outro era um videogame de ação e aventura ambientado no universo Bourne. O jogo Bourne foi cancelado como resultado direto da não participação de Matt Damon e do diretor Paul Greengrass no quarto filme Bourne. O Projeto Redlime teve uma escala maior que o jogo Bourne. Dizia-se que era uma reinvenção de uma das franquias da Electronic Arts. A empresa deixou de ser uma empresa orientada para a tecnologia para se concentrar mais na mecânica central de jogo de seu novo projeto. Syndicate foi anunciado em setembro de 2011. O jogo sofreu um desenvolvimento conturbado, com a Starbreeze reformulando completamente o jogo um ano após seu desenvolvimento inicial. Também houve muitas diferenças criativas entre o desenvolvedor e o editor, e as duas empresas sofreram com um relacionamento desarmônico. Durante o desenvolvimento do jogo, sete membros seniores da empresa, incluindo Högdahl, saíram para formar seu próprio estúdio menor. Alguns deles formaram MachineGames para trabalhar em seus próprios jogos originais. Com um orçamento inferior ao de outros jogos eletrônicos AAA típicos, Syndicate recebeu críticas médias e foi um fracasso comercial. Grefberg deixou a empresa após o término do jogo, e 25 funcionários foram demitidos.
Muitos funcionários deixaram a Starbreeze quando a MachineGames foi recrutada. O então CEO Johan Kristiansson também deixou o cargo e foi substituído por Mikael Nemark. Nemark levou o estúdio em uma nova direção. Além de focar em videogames AAA, também alocaria recursos para desenvolver jogos menores e para download, a fim de ampliar o portfólio da empresa. Esses novos jogos não utilizariam mais o motor criado por Högdahl. Em 2011, a Starbreeze anunciou que estava fazendo parceria com a Epic Games para usar seu motor, Unreal Engine, para seus primeiros pequenos títulos. Em 2012, a Starbreeze anunciou Cold Mercury, um jogo eletronico free-to-play e um projeto de codinome P13. Antes disso, Josef Fares, um premiado diretor sueco, apresentava, sem sucesso, ideias de jogos para vários desenvolvedores suecos. A Starbreeze precisava de propriedades novas e originais e aceitou a proposta de Fares. P13 mais tarde se tornou Brothers: A Tale of Two Sons. Focando na criação de uma experiência emocional e "pessoal", Starbreeze fez parceria com a editora 505 Games para publicar o jogo. Foi lançado em 2013 com aclamação da crítica e recebeu vários prêmios e elogios. Os direitos de propriedade intelectual dos Irmãos foram posteriormente adquiridos pela 505 Games em 2015. Após o sucesso de Brothers, Fares anunciou que havia estabelecido um novo estúdio chamado Hazelight e está trabalhando em um projeto com a Electronic Arts.
em 2012, a starbreeze também anunciou que havia adquirido Overkill software, o desenvolvedor de Payday: The Heist, concedendo-lhes direitos sobre toda a tecnologia proprietária e propriedades intelectuais da Overkill. Na época, Overkill estava trabalhando na sequência, Payday 2, um jogo que foi criado para "ampliar o modelo do Payday". Embora oficialmente a Starbreeze tenha se tornado a controladora da Overkill, aqueles próximos à situação, falando com Eurogamer, afirmaram que era mais que os investidores da Overkill, que incluindo os fundadores da Overkill, os irmãos Bo e Ulf Andersson, se tornaram os acionistas majoritários da Starbreeze; este acordo foi feito para ajudar a injetar dinheiro na Starbreeze em dificuldades e para fornecer fundos para Overkill prosseguir com o Payday 2. Payday 2 foi um enorme sucesso comercial e foi lucrativo apenas com as vendas pré-encomendadas. Payday 2 também se tornou o jogo mais vendido de todos os tempos da Starbreeze e ajudou a empresa a obter um lucro recorde pela primeira vez depois de sofrer um prejuízo acumulado de US$ 14,4 milhões entre 1998 e junho de 2013. O sucesso do jogo também levou a editora 505 Games a investir US$ 5 milhões na Starbreeze em março de 2015 para continuar a melhorar e desenvolver conteúdo adicional para Payday 2 ao longo de vinte meses. O jogo foi portado para Xbox One e PlayStation 4 sob o título Payday 2: Crimewave Edition. Starbreeze mudou seus escritórios de Uppsala para os escritórios da Overkill em Estocolmo, e Bo Andersson foi nomeado CEO da Starbreeze em 2013 após a aquisição da Overkill.

### Estreia como editora e aquisições (2014–2017)
A partir de 2014, a Starbreeze começou a ampliar seus negócios como editora. Em 25 de setembro de 2014, a Starbreeze Studios anunciou que havia adquirido um estúdio com sede em Los Angeles chamado Geminose por US$ 7 milhões. O estúdio está atualmente trabalhando em um jogo de brinquedos para a vida. Também anunciou que ganhou a licença da Overkill para fazer Overkill's The Walking Dead (OTWD), um jogo ambientado no universo The Walking Dead usando conceitos de jogabilidade de Payday, com lançamento planejado em 2016. em maio de 2015, a Starbreeze anunciou que a empresa começaria a publicar videogames de desenvolvedores independentes. O primeiro título independente a ser publicado pela starbreeze é raid: World War II, um próximo jogo de tiro para quatro jogadores da Segunda Guerra Mundial, sendo desenvolvido pela Lion Games. Durante a E3 2015, a Starbreeze Studios anunciou o Project StarVR, um headset de realidade virtual (VR), que está atualmente em desenvolvimento pela InfinitEye, uma empresa adquirida pela Starbreeze. Eles também fizeram parceria com a IMAX para a criação de "centros de experiência" IMAX VR. A empresa também adquiriu a Payday Productions e os direitos do filme Payday em julho de 2015. A empresa adquiriu o motor de jogo Valhalla em desenvolvimento, uma plataforma pronta para VR, em 2015 por cerca de 73 milhões, que foi planejado para ser usado em todos os seus jogos subsequentes.
Em fevereiro de 2016, a Starbreeze anunciou que publicaria Dead by Daylight, um jogo assimétrico, multijogador e de terror de sobrevivência desenvolvido pela Behaviour Interactive. Em maio daquele ano, a 505 Games anunciou que havia vendido a franquia Payday e a propriedade intelectual para a Starbreeze em troca de US$ 30 milhões em ações. Starbreeze também anunciou que adquiriu o nome e as franquias de Cinemaware um dia depois. Em 16 de dezembro de 2016, a empresa adquiriu o controle acionário de 90,5% da Dhruva Interactive, com sede na Índia, por um preço de US$ 8,5 milhões.
A equipe principal da Starbreeze também recebeu investimento da editora coreana Smilegate para desenvolver um novo jogo cooperativo em primeira pessoa ambientado no universo Crossfire. O estúdio se envolveu em dois investimentos separados "somente publicação" para ajudar a publicar Psychonauts 2 e System Shock 3 por US$ 8 e US$ 12 milhões, respectivamente. Em ambos os casos, os respectivos desenvolvedores, Double Fine Productions e OtherSide Entertainment, retêm todos os direitos de propriedade intelectual, enquanto a Starbreeze busca a recuperação total de seu investimento e uma pequena quantia a mais das receitas, após o que eles compartilham ainda mais  receitas com os desenvolvedores.
Starbreeze também publicou John Wick Chronicles, um jogo John Wick desenvolvido por WEVR e Grab para plataformas de realidade virtual, lançado em fevereiro de 2017. Em outubro de 2017, a Starbreeze vendeu uma participação majoritária de 66,7% na StarVR Corporation para a Acer Inc..

### Problemas econômicos e reestruturação (2018-presente)
Após seu anúncio em 2015, a Starbreeze colocou grande ênfase no OTWD para apoiar financeiramente a empresa ao lado da Storm, que foi fundida do próprio Cold Mercury da Starbreeze. No entanto, o desenvolvimento do OTWD sofreu vários atrasos.  Com a aquisição do motor Valhalla, o OTWD foi trocado do motor Diesel para o motor Valhalla, o que se mostrou extremamente problemático de trabalhar e adiou a janela de lançamento de 2016 para 2017. No início de 2017, os desenvolvedores ainda estavam lutando com Valhalla, e foi tomada a decisão de descartar os dois anos anteriores de trabalho e reiniciar o desenvolvimento no Unreal Engine, atrasando ainda mais o jogo para 2018. Problemas relacionados ao microgerenciamento, "tempo crítico" para lançar o jogo sem mais demora e as dificuldades de uma parte significativa da equipe da Starbreeze e Overkill para aprender o Unreal levaram o jogo a ser concluído às pressas. O lançamento do OTWD para computadores pessoais em novembro de 2018 recebeu críticas mistas dos críticos e teve um desempenho comercial inferior, com apenas cerca de 100.000 unidades vendidas. Em fevereiro de 2019, a Skybound Entertainment cancelou seu contrato de licenciamento para OTWD devido ao fracasso do jogo em atender aos padrões e requisitos de qualidade esperados, interrompendo oficialmente o desenvolvimento da versão para Windows e cancelando as portas do console.
O fracasso do OTWD levou a Starbreeze a solicitar reconstrução devido à falta de liquidez em dezembro de 2018. Starbreeze também interrompeu o trabalho de desenvolvimento em andamento para Payday 2 durante este período.
O CEO Bo Andersson deixou o cargo após entrar com pedido de reconstrução, com Mikael Nermark substituindo como CEO interino. Andersson Bo junto com Kristofer Arwin também renunciou ao Conselho de Administração. A crise financeira da Starbreeze chamou a atenção da Autoridade Sueca de Crimes Econômicos, já que em meados de novembro de 2018, Bo Andersson vendeu suas ações da Starbreeze por cerca de 18,6 milhões, antes do anúncio de dificuldades financeiras da Starbreeze. Após o anúncio de reconstrução da Starbreeze, a Autoridade de Crimes Econômicos invadiu vários locais, incluindo a sede da Starbreeze, por motivos relacionados ao uso de informações privilegiadas. Andersson foi levado sob custódia, mas posteriormente foi libertado e inocentado de quaisquer acusações, pois foi descoberto que seu banco Carnegie Investment Bank havia pressionado Andersson a vender as ações. Sebastian Ahlskog, ex-CFO da empresa, foi condenado por acusações de abuso de informação privilegiada em fevereiro de 2020 e foi multado em aproximadamente 700,000 Mil. No entanto, Ahlskog foi posteriormente absolvido desta condenação em recursos até setembro de 2021.
Na sequência desta investigação, a situação financeira da Starbreeze tornou-se terrível e, em maio de 2019, as próprias estimativas do estúdio eram de que faltavam fundos suficientes para continuar a operar no próximo ano. Durante este período, o estúdio solicitou duas prorrogações separadas de três meses para concluir sua reestruturação corporativa. Starbreeze se desfez de vários estúdios e jogos. OtherSide Entertainment comprou os direitos de publicação de seu System Shock 3 em fevereiro de 2019, enquanto Mohawk Games readquiriu os direitos de publicação por 10 coroas em abril. Em maio de 2019, a Starbreeze vendeu sua participação na Dhruva Interactive para a Rockstar Games por US$ 7,9 milhões, que posteriormente fundiu Dhurva em seu estúdio Rockstar India. A Starbreeze demitiu cerca de 60 cargos, cerca de 25% de seu pessoal, como medidas adicionais de redução de custos em junho de 2019. No mesmo mês, a Starbreeze vendeu os direitos de publicação de Psychonauts 2 para a Microsoft por US$ 8 milhões. Uma terceira prorrogação foi protocolada e aprovada em setembro de 2019, que expirou em 3 de dezembro de 2019.
A starbreeze anunciou em outubro de 2019 que, para resolver sua situação financeira, eles se dividiriam em duas novas empresas: New Starbreeze Publishing AB e New Starbreeze Studios AB. A maior parte dos ativos da Starbreeze, principalmente os direitos de propriedade intelectual da Payday, residirão no braço editorial. Partindo do pressuposto de que o acordo financeiro seja aceite, a empresa planeia concentrar-se no lançamento do Payday 3 até 2022-2023, que será o seu principal impulsionador de receitas. A empresa também iniciou o desenvolvimento renovado no Payday 2 para criar novo conteúdo para download, mas afirmou que este seria para compra, desculpando-se por renegar a garantia de "conteúdo para sempre gratuito" que haviam feito alguns anos antes, com planos de usar as receitas para ajudar as finanças da empresa.
A reestruturação da Starbreeze foi concluída e aprovada pelos tribunais em dezembro de 2019, cerca de um ano após as primeiras preocupações financeiras terem sido levantadas. As perdas líquidas no ano da reestruturação foram estimadas em cerca de 12 milhões de dólares. Em seu relatório financeiro divulgado em fevereiro de 2020 cobrindo esta reestruturação, a Starbreeze afirmou que atualmente dependia principalmente das vendas de conteúdo do Payday 2 para obter receita e reafirmou sua intenção de lançar um Payday 3 em um futuro próximo para maior crescimento.
A editora italiana Digital Bros (que também possui a editora 505 Games), anunciou sua intenção em janeiro de 2020 de adquirir os ativos da Starbreeze na época detidos pela Smilegate por cerca de US$ 21,2 milhões. Embora a Digital Bros fosse o acionista majoritário da Starbreeze, a aquisição da participação da Smilegate na Starbreeze daria à Digital Bros mais controle da estratégia de desenvolvimento da Starbreeze. Em março de 2020, Mats Juhl foi nomeado diretor financeiro da Starbreeze, substituindo Claes Wenthzel.
A Starbreeze anunciou em outubro de 2020 que Mikael Nermark renunciou ao cargo de CEO da Starbreeze AB com efeito imediato devido a motivos pessoais. O Conselho de Administração da Starbreeze nomeou Tobias Sjögren como CEO interino e iniciou um processo de busca. Em março de 2021, Tobias Sjögren foi nomeado CEO permanente da Starbreeze.
A Starbreeze assinou um contrato de publicação de 50 milhões de euro com a Koch Media em março de 2021, que financiou totalmente o restante desenvolvimento, publicação e suporte pós-lançamento do Payday 3, com o jogo previsto para lançamento em 2023.

## Jogos

### Jogos desenvolvidos
| Ano  | Título                                              | Publicadora                   | Plataforma(s) | Plataforma(s) | Plataforma(s) | Plataforma(s) | Plataforma(s) | Plataforma(s) | Plataforma(s) | Plataforma(s) | Plataforma(s) | Plataforma(s) | Plataforma(s) |
| Ano  | Título                                              | Publicadora                   | PS2           | Xbox          | Win           | GCN           | X360          | PS3           | XBO           | PS4           | NS            | PS5           | XBSX/S        |
| ---- | --------------------------------------------------- | ----------------------------- | ------------- | ------------- | ------------- | ------------- | ------------- | ------------- | ------------- | ------------- | ------------- | ------------- | ------------- |
| 2000 | The Outforce                                        | Strategy First                | Não           | Não           | Sim           | Não           | Não           | Não           | Não           | Não           | Não           | Não           | Não           |
| 2002 | Enclave                                             | Conspiracy Entertainment      | Não           | Sim           | Sim           | Não           | Não           | Não           | Não           | Não           | Não           | Não           | Não           |
| 2004 | Knights of the Temple: Infernal Crusade             | TDK Mediactive                | Sim           | Sim           | Sim           | Sim           | Não           | Não           | Não           | Não           | Não           | Não           | Não           |
| 2004 | The Chronicles of Riddick: Escape from Butcher Bay  | Vivendi Games                 | Não           | Sim           | Sim           | Não           | Não           | Não           | Não           | Não           | Não           | Não           | Não           |
| 2007 | The Darkness                                        | 2K Games                      | Não           | Não           | Não           | Não           | Sim           | Sim           | Não           | Não           | Não           | Não           | Não           |
| 2009 | The Chronicles of Riddick: Assault on Dark Athena   | Atari                         | Não           | Não           | Sim           | Não           | Sim           | Sim           | Não           | Não           | Não           | Não           | Não           |
| 2012 | Syndicate                                           | Electronic Arts               | Não           | Não           | Sim           | Não           | Sim           | Sim           | Não           | Não           | Não           | Não           | Não           |
| 2013 | Brothers: A Tale of Two Sons                        | 505 Games                     | Não           | Não           | Sim           | Não           | Sim           | Sim           | Sim           | Sim           | Não           | Sim           | Sim           |
| 2013 | Payday 2                                            | 505 Games                     | Não           | Não           | Sim           | Não           | Sim           | Sim           | Sim           | Sim           | Sim           | Sim           | Sim           |
| 2018 | Overkill's The Walking Dead                         | Starbreeze Studios, 505 Games | Não           | Não           | Sim           | Não           | Não           | Não           | Cancelado     | Cancelado     | Não           | Não           | Não           |
| 2023 | Payday 3                                            | Deep Silver                   | Não           | Não           | Sim           | Não           | Não           | Não           | Não           | Não           | Não           | Sim           | Sim           |
| 2026 | Jogo Dungeons & Dragons sem título (Projeto Baxter) | Wizards of the Coast          | Não           | Não           | Sim           | Não           | Não           | Não           | Não           | Não           | Não           | Sim           | Sim           |

### Jogos publicados
| 2016 | Dead by Daylight     | Behaviour Interactive                                         | Sim [ c ] | Sim [ d ] | Sim [ d ] |
| 2017 | John Wick Chronicles | Starbreeze Studios, Grab Games, GamecoStudios, Big Red Button | Sim       | Não       | Não       |
| 2017 | Antisphere           | Soap Interactive, Lion Game Lion                              | Sim       | Não       | Não       |
| 2017 | Raid: World War II   | Lion Game Lion                                                | Sim       | Sim       | Sim       |
| 2018 | Ape-X VR             | LuckyHammers                                                  | Sim       | Não       | Não       |
| 2018 | Inked                | Somnium Games                                                 | Sim       | Não       | Não       |